# Urban I

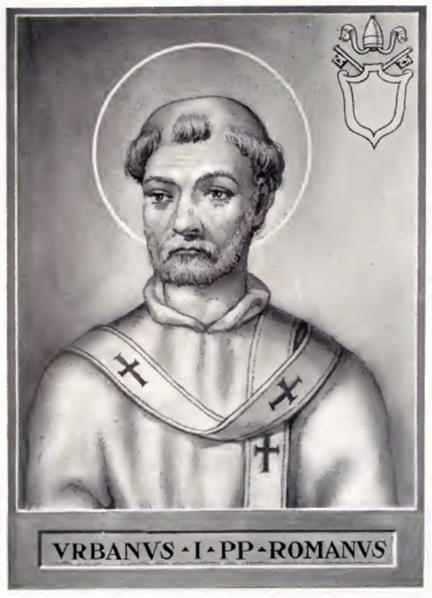
Urban I

Urban I, även kallad "Urban den helige", född i Rom, död 23 maj 230, var påve från 222 till sin död, 230. Han vördas som Helgon i Romersk-katolska kyrkan, med festdag den 25 maj.

## Biografi
Liber Pontificalis anger att Urban var född i Rom och att han var son till en man vid namn Pontianus. Sedan påve Calixtus I avlidit, valdes Urban till efterträdare, och skall enligt Eusebios ha regerat kyrkan i åtta år. Catalogus Liberianus anger att han blev påve år 223, och att pontifikatet varade till år 230.
Spänningarna i kyrkan som börjat med Hippolytus fortsatte vara märkbara under Urbans pontifikat, och schismen var ett faktum. Det var troligen under Urbans tid som påve som Hippolytus skrev sin Philosophumena, i vilken påve Calixtus angrips häftigt. Urban vidhöll Calixtus kurs mot schismatikerna och deras ledare. Det finns inga historiska belägg för att kyrkan i Rom skulle ha upplevt några andra schismer under denna tid.
År 222 blev Alexander Severus romersk kejsare. Han var en religiös eklektiker, och var välvilligt inställd till kristendomen. Hans mor Julia Mamaea var vän med Origenes och Hippolytus dedicerade sitt verk till henne. Under kejsaren och hans mor levde de kristna under fredliga omständigheter, men inga lagar ändrades, så deras juridiska status blev oförändrad. Kejsaren försvarade kristna vid rättegångar om marktvister.
Inget är känt om Urbans personliga gärningar. Ökningen av antalet gravar i de kristna katakomberna från de första årtiondena av 200-talet ger belägg för att de kristna blev allt flera under den tiden. Legenderna i Sankta Cecilia-akterna sammankopplar Sankta Cecilia, hennes make Valerianus och svåger Tiburtius med denne påve; dessa legender har dock inget värde som historiska källor. Inte heller har legenderna om Urban detta, vilka är av ännu senare datum än Cecilia-akterna.
I Liber Pontificalis står det att Urban fick många att konvertera till kristendomen med sina predikningar, vilket bygger på Cecilia-akterna. Samma källa påstår att Urban lät göra liturgiska silverkärl, vilket likaså bygger på legender.
Omständigheterna runt Urbans död är okända. Den fred som rådde under hans pontifikat tyder på att han dog av naturliga orsaker, inte att han led martyrdöden. Liber Pontificalis gör gällande att han blev en biktfader under Diocletianus, men datumet som anges stämmer inte. Depositio Episcoporum från 300-talet har inte upptagit Urbans namn i Calendarium Philocalianum.
Det finns två möjliga gravar för Urban. Liber Pontificalis och Cecilia-akterna anger att han är begravd i Praetextatus katakomber vid Via Appia. Itinerarier från 600-talet ger likalydande uppgifter; en av dessa kallar Urban för "biskop och biktfader". Följaktligen har Urban vördats vid denna grav. När arkeologen Giovanni Battista de Rossi grävde ut Callixtus katakomber på 1800-talet, fann han emellertid ett epitaf till en sarkofag som löd OUPBANOCE [piskopos]. De Rossi bevisade också, att namnet Urban fanns med på den lista över martyrer i Callixtus katakomber som Sixtus III nedtecknat. De Rossi fastslog därför att påven Urban ligger begravd i Callixtus katakomber, medan helgonet med samma namn som ligger begravd i Praetextatus katakomber var biskop någon annanstans men råkat befinna sig i Rom när han dog. I nämnda lista som Sixtus III sammanställde, nämns dock inte Urban som påve, utan sägs ha varit biskop vid ett annat säte, men avlidit i Rom.
I Martyrologium Hieronymianum står under 25 maj: Via nomentana miliario VIII natale Urbani episcopi in cimiterio Praetextati.